# Rijstveld

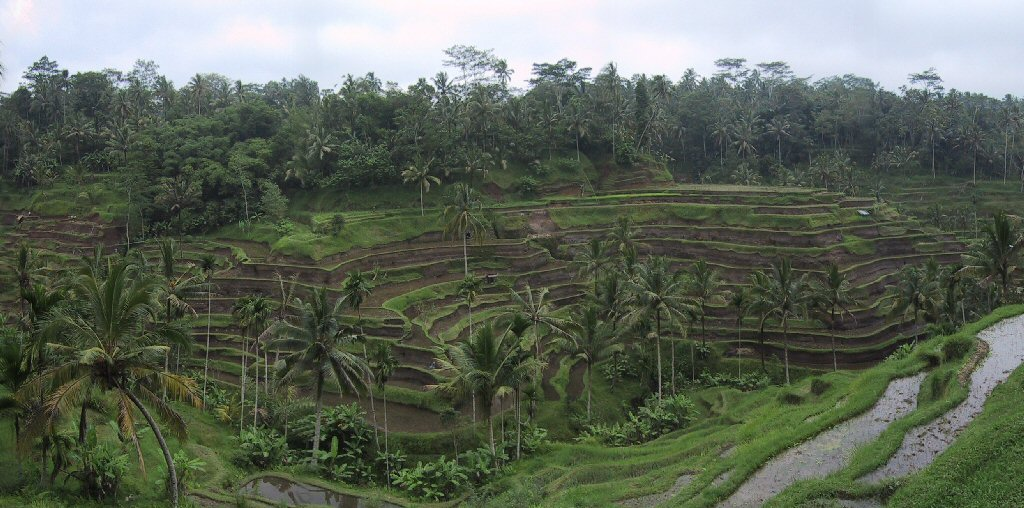
Sawa op Bali in Indonesië

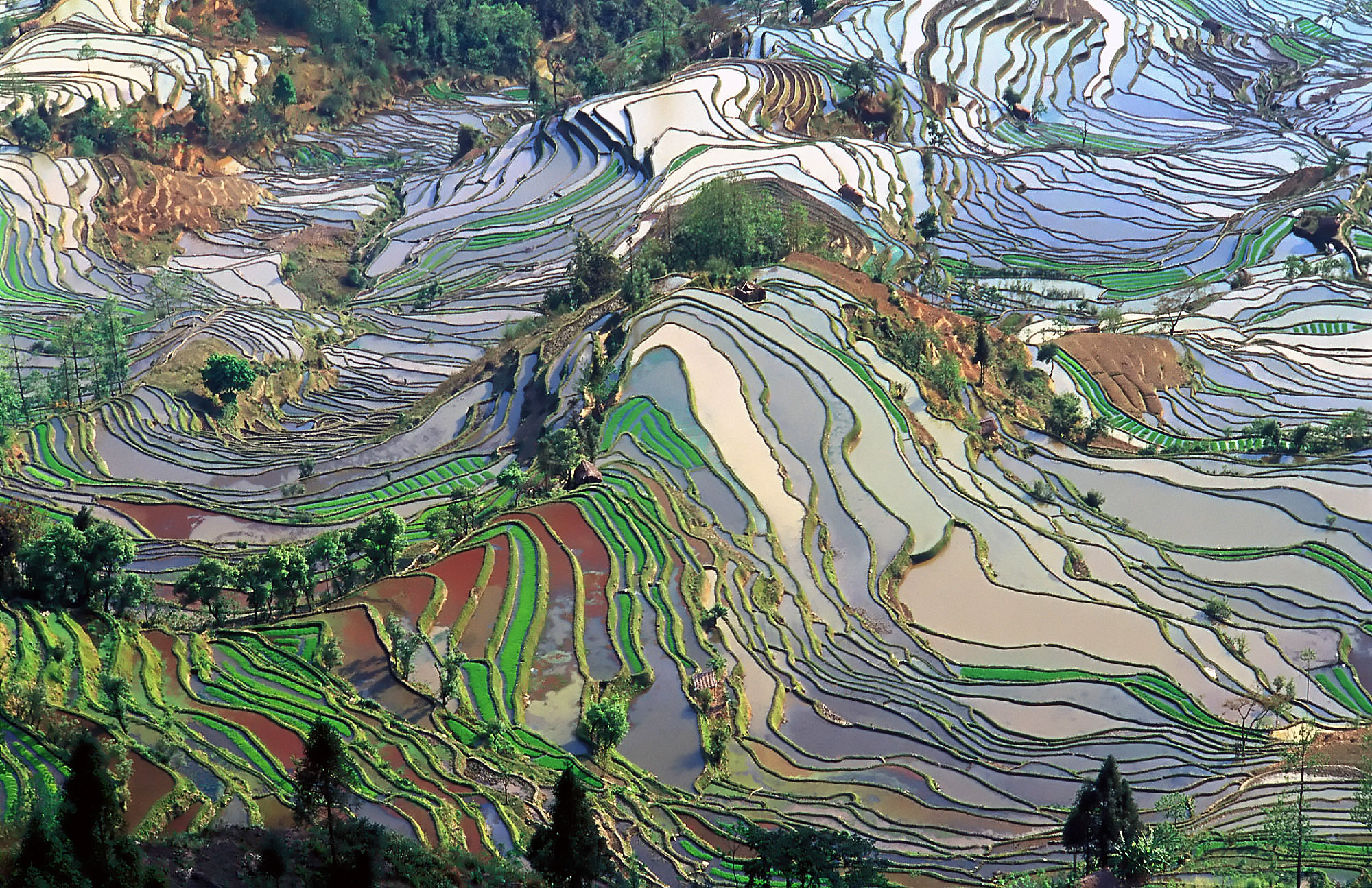
Terrasrijstvelden in de provincie Yunnan in China

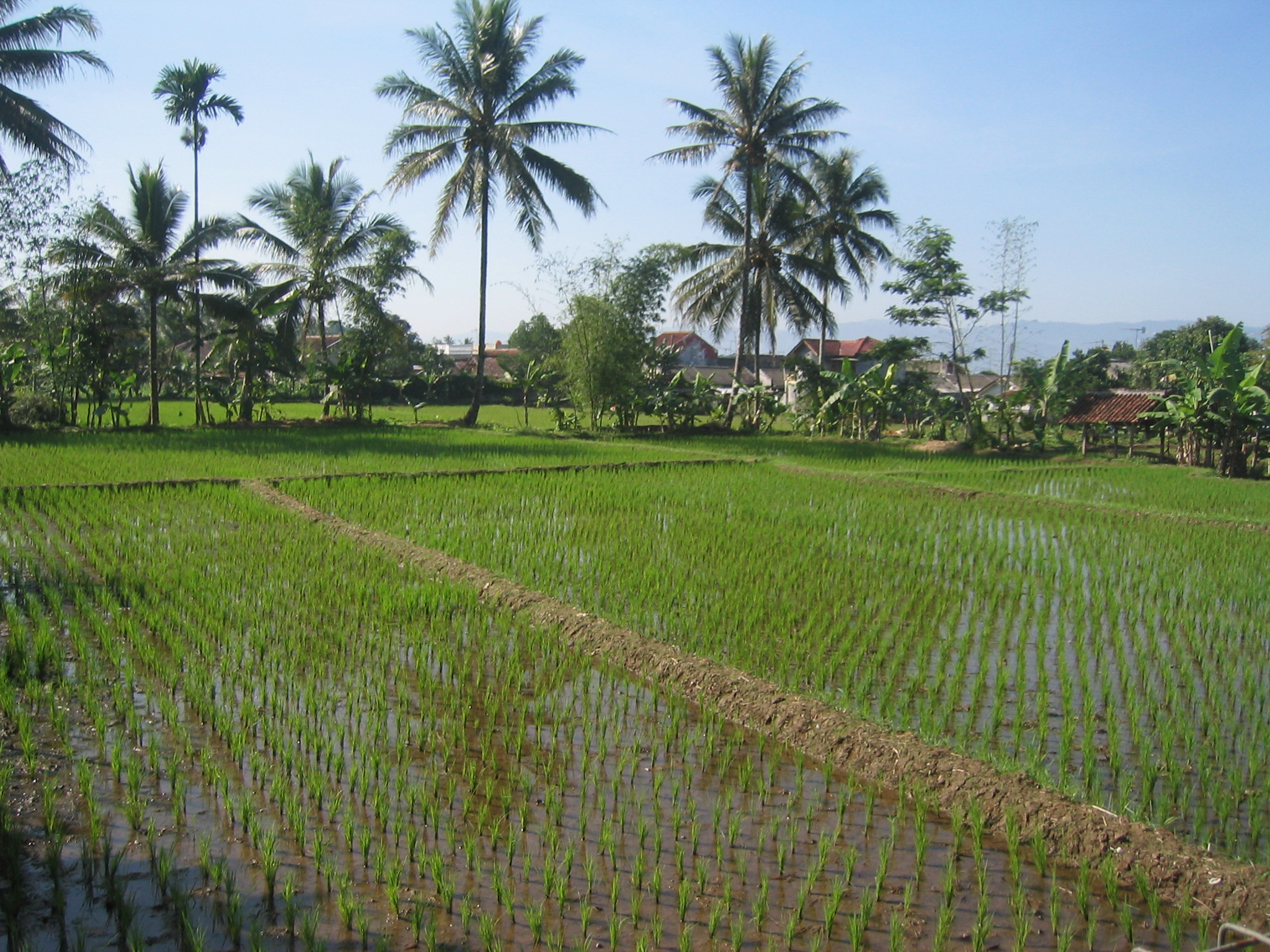
Sawa nabij Sukabumi in Indonesië

Een rijstveld (Maleis: sawa of sawah) is een stuk grond, omdijkt of ommuurd door lage lemen walletjes voor het verbouwen van rijst. De velden worden, waar noodzakelijk in een heuvelachtig landschap, in terrasvorm aangelegd. Omdat rijst in het water groeit is de waterhuishouding zeer belangrijk. De rijstvelden staan voortdurend onder water tot de rijst rijp is en geoogst kan worden. Een bijkomend voordeel van het onder water zetten is onkruidbestrijding.
Er zijn drie soorten rijstvelden:
- rijstvelden die afhankelijk zijn van regenwater;
- rijstvelden die bevloeid kunnen worden;
- moerasrijstvelden.

Deze waterhuishouding dient niet alleen om op de juiste momenten het land te bevloeien, maar voorkomt ook erosie.
In het water wordt vaak vis gehouden. De vis dient niet alleen als voedsel, maar ook voor de bestrijding van muggen (malaria). Het grote nadeel van dit waterig landschap is dat er weinig tot geen vee kan gehouden worden, hoogstens waterbuffels voor de rijkere boeren om het land om te ploegen. Daarom gebruikt men ook veel kunstmest.